# Gualdo
Pour les articles homonymes, voir Gualdo (homonymie).
Gualdo est une commune italienne de la province de Macerata, dans la région Marches.

## Administration
| Période                                  | Période | Identité | Étiquette | Qualité |
| ---------------------------------------- | ------- | -------- | --------- | ------- |
|                                          |         |          |           |         |
| Les données manquantes sont à compléter. |         |          |           |         |

### Communes limitrophes
Amandola, Penna San Giovanni, San Ginesio, Sant'Angelo in Pontano, Sarnano